# 191 Eskadra IAF
191 Eskadra (hebr. טייסת 191) – eskadra zwiadu elektronicznego Sił Powietrznych Izraela, bazująca w Bazie lotniczej Sede Dow w Izraelu.

## Wyposażenie
Na wyposażeniu 191 Eskadry znajdują się następujące samoloty:
- samoloty zwiadu elektronicznego C-12D/K Huron,
- lekkie samoloty transportowe C-12D/K Huron.